# Ісламська революція в Ірані
Ісла́мська револю́ція (перс. انقلاب اسلامی -Enghelâb-e eslâmi), Револю́ція 1357 (за іранським календарем) — послідовність подій в Ірані в період із січня 1978 до лютого 1979 року, унаслідок чого було вигнано шаха Мохаммеда, повалено монархію та встановлено нову адміністрацію, яку очолив аятола Хомейні.
Власне датою початку революції в Ірані прийнято вважати 8 січня 1978 року, коли першу велику антиурядову демонстрацію в Кумі було розігнано з необґрунтованою жорстокістю. Протягом усього 1978 року в різних містах Ірану представники ісламського духовенства організовували демонстрації, що їх шахська гвардія рішуче розганяла. До кінця року революціонери перейшли до тактики економічних страйків, що повністю паралізували економіку. Не маючи сил більше утримувати владу в своїх руках, шах передав владу прем'єр-міністрові з числа помірних опозиціонерів і втік з країни.
1 лютого 1979 року в Іран повернувся опальний аятола Хомейні, який узяв владу у свої руки. Було призначено новий перехідний уряд. У березні було проведено референдум про новий політичний устрій, і 1 квітня 1979 року Іран було оголошено першою Ісламською республікою.
Ісламська революція в Ірані стала однією з ключових подій XX століття і мала величезне історичне значення для всього світу. Встановлення міцної ісламської влади в багатому вуглеводнями Ірані поставило під сумнів неформальне лідерство сунітської Саудівської Аравії в мусульманському світі.

## Передісторія
Останній іранський монарх — шах Мохаммед Реза Пахлаві, прийшов до влади 1941 року одночасно з уведенням у країну радянських і британських військ. Його 38-літнє необмежене правління Іраном було перервано лише одного разу, 1953 року коли шах був змушений на короткий термін покинути країну через суперечності з прем'єр-міністром. Мохаммед Мосаддик націоналізував нафтовидобувні компанії, що знаходилися в основному в приватних (здебільшого британських) руках. США і Велика Британія у відповідь на це оголосили бойкот іранській нафті, а 19 серпня 1953 року внаслідок перевороту, підготовленого ЦРУ, Мосаддика було зміщено й кинуто до в'язниці. Шах повернувся до Ірану і знову приватизував нафтову промисловість.
Шах проводив радикальну вестернізацію Ірану. У зовнішній політиці він безумовно орієнтувався на США. Так, шахський Іран був єдиною ісламською державою, що підтримувала дружні відносини з Ізраїлем. Шах підтримував проамериканські режими в Чаді, Сомалі та Омані. Будь-яку опозицію монархії забороняла й суворо придушувала спецслужба САВАК. У її катівнях сиділи сотні тисяч іранців. Особливу загрозу шахові являло ісламське духовенство, оскільки «Біла революція» Паглаві не була популярною серед релігійного населення Ірану. Одним із найнепримиренніших критиків шаха був священик із Кума Рухолла Хомейні.
Хомейні засуджував прозахідну зовнішню й внутрішню шахову політику. По його арешті 5 червня 1963 року Іраном пройшла серія демонстрацій і акцій протесту, унаслідок силового розгону якої загинуло від 86 (за офіційною інформацією) до 15 тисяч (за інформацією протестантів) осіб. Хомейні ув'язнили, але через 8 місяців він знову вийшов на волю і провадив далі антишахську діяльність. У листопаді 1964 року Хомейні заарештували і вислали з країни.
В еміграції Хомейні продовжив революційну діяльність. У своїй головній праці «Ісламська держава» (перс. ولایت فقیه -Велайят-е факіха) він виклав основні принципи державного устрою, який потім було названо ісламською республікою. Книги та аудіокасети з виступами імама контрабандою переправляли в Іран і поширювали серед населення, яке читало та слухало їх у мечетях.
Тим часом політика Паглаві практично не змінилася. У 1970-х сталася ціла низка подій, які погіршили становище монархії. Так, 1971 року широко відзначалося 2500-річчя перської монархії в археологічному комплексі Персеполіс. До спеціального прийому, на який запросили винятково зарубіжних гостей, влада заготовила більше тонни осетрової ікри. Особливе роздратування серед населення викликав той факт, що в той самий час у Сістані, Белуджистані, і навіть у Фарсі (місце проведення урочистостей) була сильна посуха і загроза голоду.
Нафтовий бум, що настав за кризою 1973 року, став причиною небаченої інфляції. При цьому в Іран було запрошено десяток тисяч іноземних фахівців, які почали впроваджувати американське обладнання нафтовидобутку. Держапарат був наскрізь корумпований. 1976 року шах вирішив замінити традиційний перський календар. Тепер літочислення йшло від сходження Кіра Великого на царський престол. Останньою краплею стала суперечлива смерть сина Хомейні — Мустафи. Хоча за офіційною версією причиною смерті був серцевий напад, версія про вбивство була поширенішою.

### Народження опозиції
1977 року під тиском адміністрації новообраного президента США Джиммі Картера шах послабив утиски проти критиків режиму і звільнив кілька сотень політичних ув'язнених. В Ірані почали на законній або напівзаконній основі з'являтися кола політичної опозиції: конституціоналісти, марксисти й ісламісти. Законна діяльність опозиції дозволила поширити протестні настрої в іранському суспільстві, пов'язані з утиском релігії, внутрішньополітичним курсом на перський націоналізм у поєднанні з проамериканською зовнішньою політикою, політикою «державного капіталізму» на тлі масової бідності.
Основну масу активних опозиціонерів складало духовенство та інтелігенція, які користувалися довірою широких верств населення, особливо в регіонах, населених національними меншинами (Курдистані, Лурестані та Азербайджані). У цілому опозиція групувалася навколо ідей наднаціонального «ісламського соціалізму», які залежно від конкретної політичної партії перетворились у ту чи ту сторону з різним ступенем радикалізму.
Конституціоналісти, кістяк яких становив Національний фронт Ірану, вимагали створити конституційну монархію з демократичними парламентськими виборами. Марксисти через погану організацію здали свої позиції. Найбільшою партією лівого спрямування в Ірані була «Партія народних мас Ірану», що користувалася безпосередньою підтримкою Радянського Союзу. Ліві виступали за силову зміну влади і фізичне усунення шаха. Вони зіграли свою роль у перемозі революції, проте через антиклерикальні позиції в перший вільно обраний парламент не увійшли.
Серед ісламістів особливо виділявся Рух за вільний Іран, у лавах якого був перший прем'єр-міністр післяреволюційного Ірану Мехді Базарган. Учасники руху виступали за зміну влади без крові, у рамках закону.
Послідовники Хомейні організували «Товариство духівництва, що бореться», куди увійшли Мортеза Мотахарі, Мохаммад Бехешті і Алі Акбар Хашемі Рафсанджані, які після перемоги революції зайняли високі державні пости.

## Початок революції
Безпосереднім початком Ісламської революції прийнято вважати події січня 1978 року в Кумі (традиційно релігійному місті), коли демонстрацію студентів проти наклепницької статті про Хомейні в державній газеті розстріляла поліція. За офіційними даними, у ході втихомирення безладдя загинуло два студенти. За даними демонстрантів — 70 осіб. За шиїтською традицією, поминальні служби за загиблим тривають 40 днів, і через 40 днів після розгону демонстрації в Кумі, 18 лютого бунт спалахнув в Тебризі (його придушення також призвело до людських жертв), потім усе повторювалося: 29 березня і 10 травня і далі заворушення виникали в усіх великих містах. Шах, щоб заспокоїти населення, обіцяв провести вільні вибори в червні 1978 року. Крім того, Мохаммед Реза Пехлеві спробував ужити термінових антиінфляційних заходів, які призвели лише до масових звільнень робітників. Без працівників, більшість яких долучились до демонстрантів, заводи почали простоювати. До листопада 1978 року економіка Ірану була остаточно підірвана масовими страйками.

### Реакція США
Не в змозі зробити щось іще, шах звернувся за допомогою до США. Однак, Президент США Картер не зважився надати військову підтримку режиму Паглаві, оскільки навіть у західній пресі його піддавали безжальній критиці за репресії проти опозиції і порушення прав людини. В адміністрації американського президента стався розкол щодо того, чи варто вводити в Іран війська. Радник з національної безпеки Збігнєв Бжезінський виступав за інтервенцію, тоді як багато співробітників Державного департаменту вважали, що революції вже неможливо запобігти ніякими засобами. Делегації американських державних діячів кілька разів протягом 1977–1978 років зустрічалися з шахом, однак ніякої єдиної позиції за цей час виробити не вдалося.

### Воєнний стан
20 серпня 1978 року відбулася пожежа в кінотеатрі Рекс міста Абадан, унаслідок якої загинуло близько 500 осіб. Це спровокувало нову хвилю масових заворушень. У вересні 1978 року шах запровадив у країні воєнний стан, що передбачав заборону будь-яких демонстрацій. Незважаючи на заборону, масова акція протесту пройшла в Тегерані. За інформацією протестантів, у розгоні акції брала участь техніка. Загинуло 87 осіб, у тому числі 3 жінки.
Події в Тегерані послужили початком загального страйку працівників нафтової промисловості. У жовтні практично всі нафтовидобувні підприємства, НПЗ, нафтоналивні порти зупинилися. Слідом за цим до кінця року припинили роботу всі підприємства важкої промисловості, машинобудування, металургії. 2 грудня в Тегерані пройшла двомільйонна демонстрація з вимогою змістити шаха.

### Шахова втеча
16 січня 1979 року Мохаммед Реза Пехлеві разом із шахбану втекли з Ірану за вмовою прем'єр-міністра Шапура Бахтіяра. Ця подія викликала радість у колах протестантів. Юрби тегеранців зривали з будинків барельєфи, портрети та інші символи останньої іранської династії. Бахтіяр розпустив САВАК, звільнив політичних ув'язнених, а також велів армійському начальству не перешкоджати демонстрантам і пообіцяв найближчим часом провести в Ірані вільні вибори. За деякий час він зв'язався з Хомейні і попросив його повернутися до Ірану, щоб допомоги скласти нову конституцію.

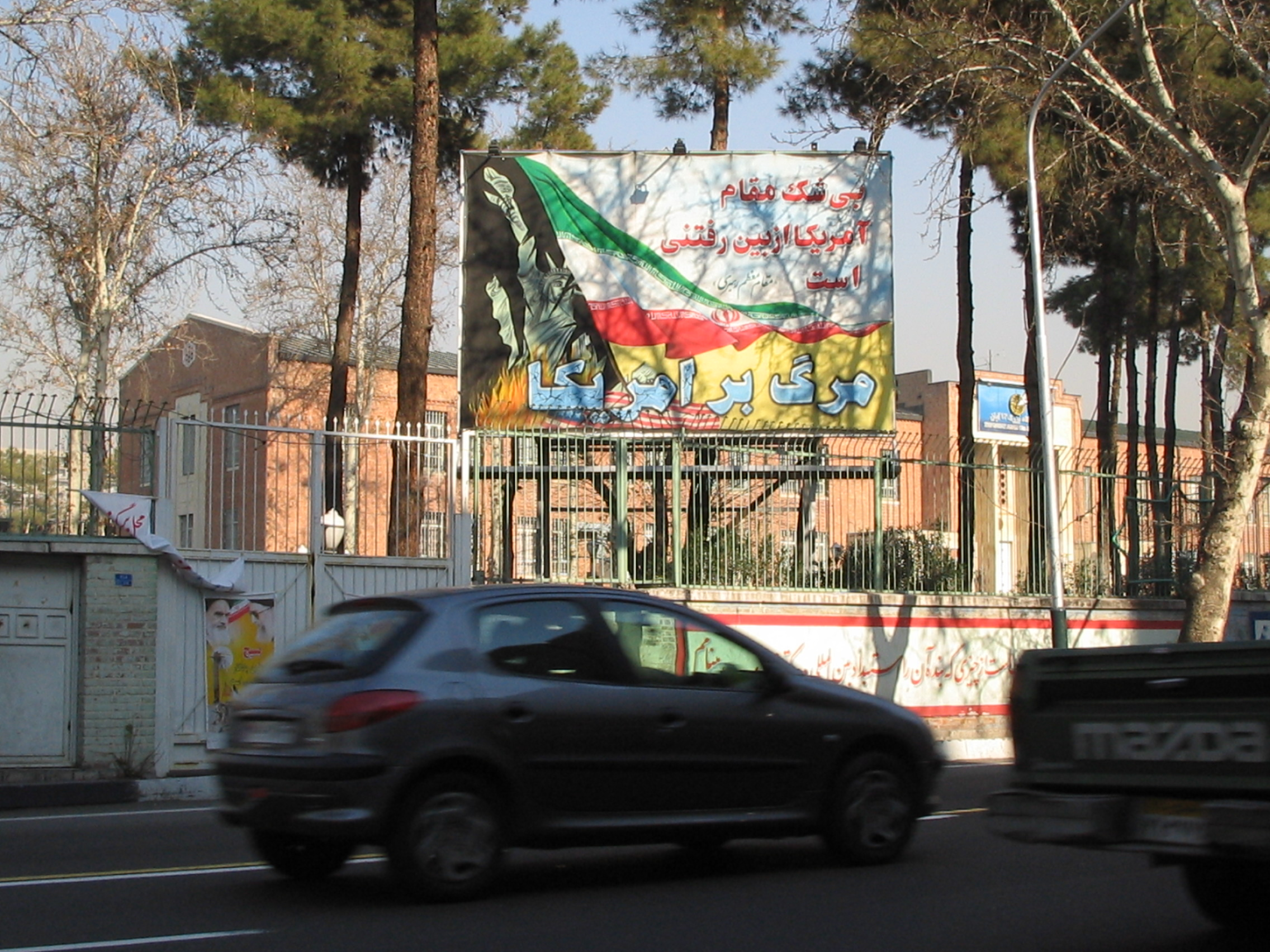
Плакат поряд із колишнім посольством США. Блакитний текст унизу: Марг бар Амрико — «Смерть Америці»
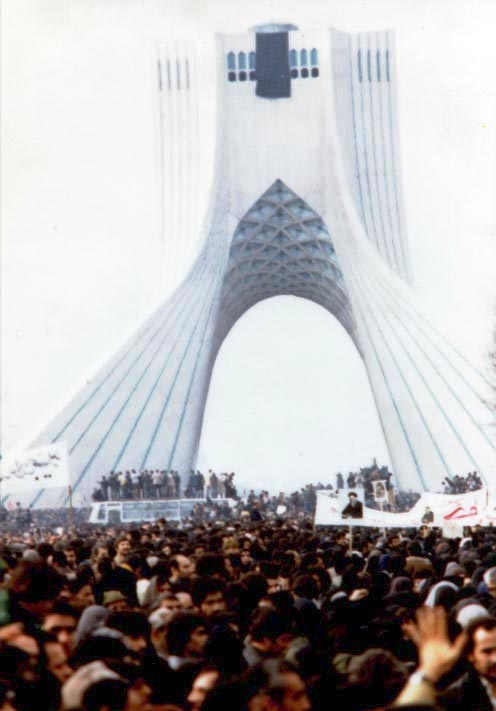
Численні демонстрації, 1979
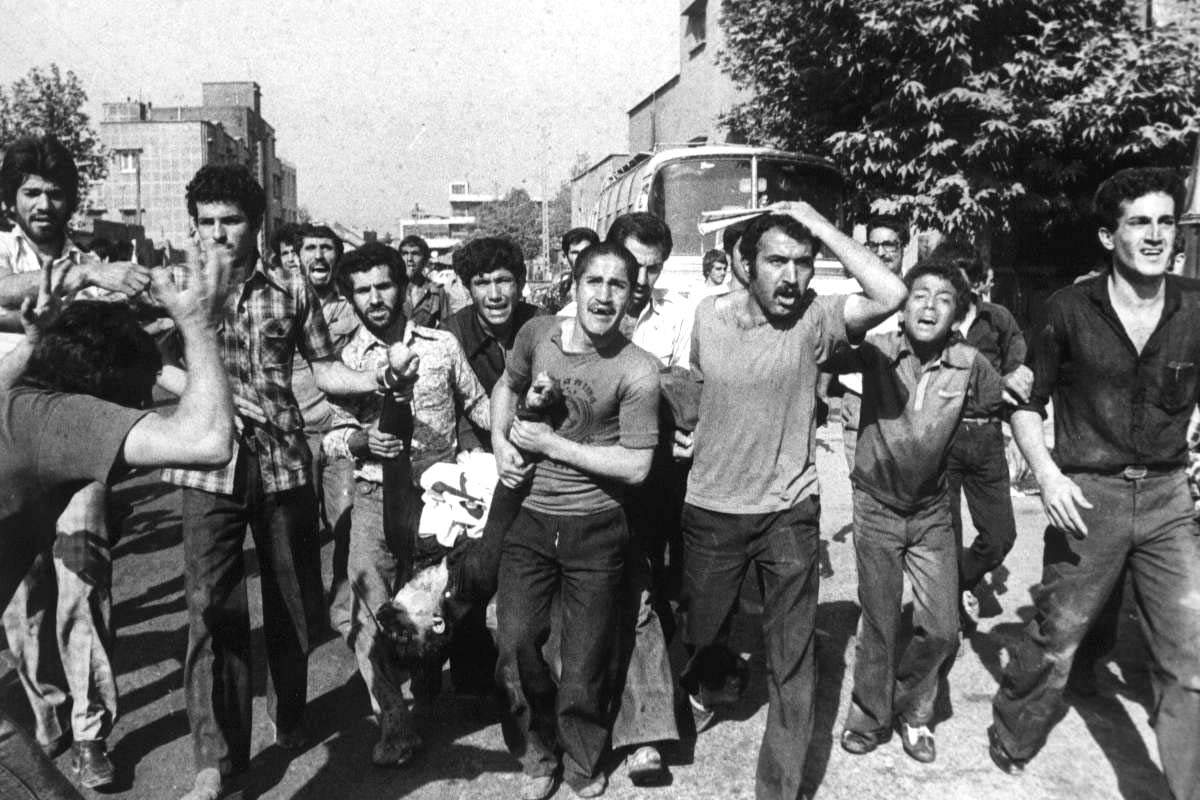
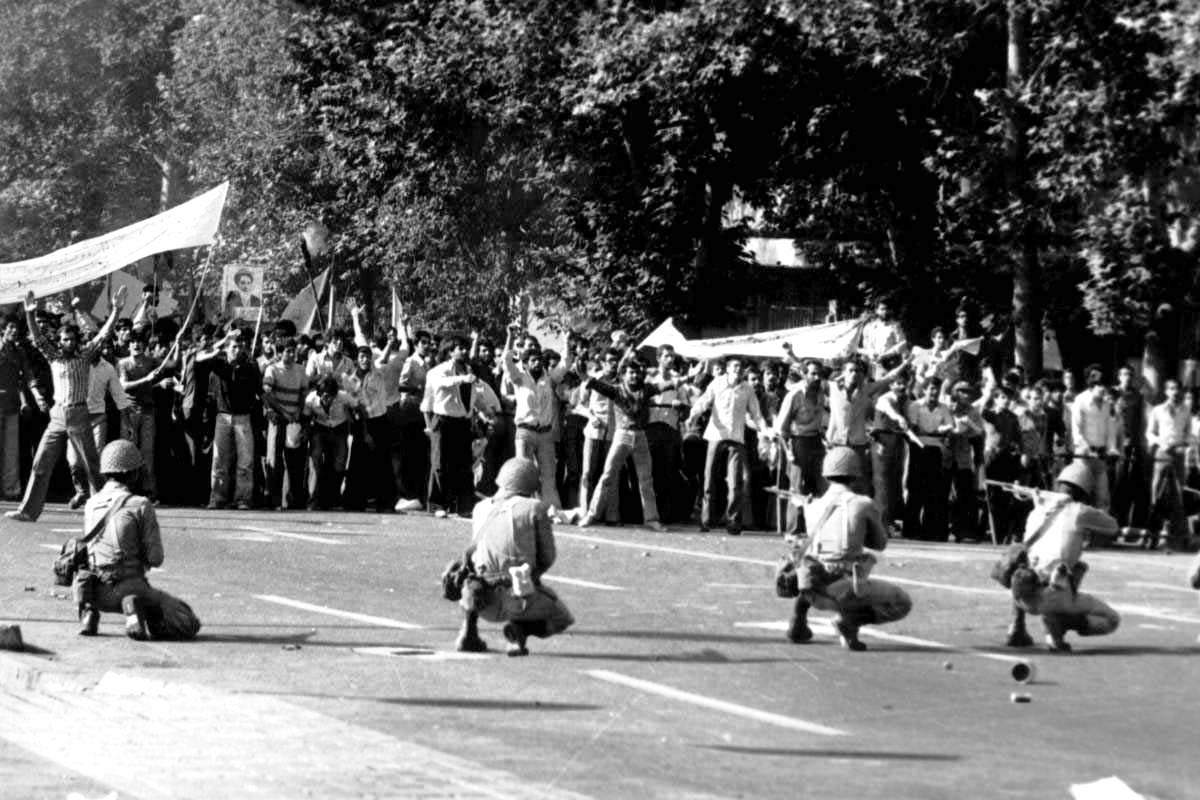
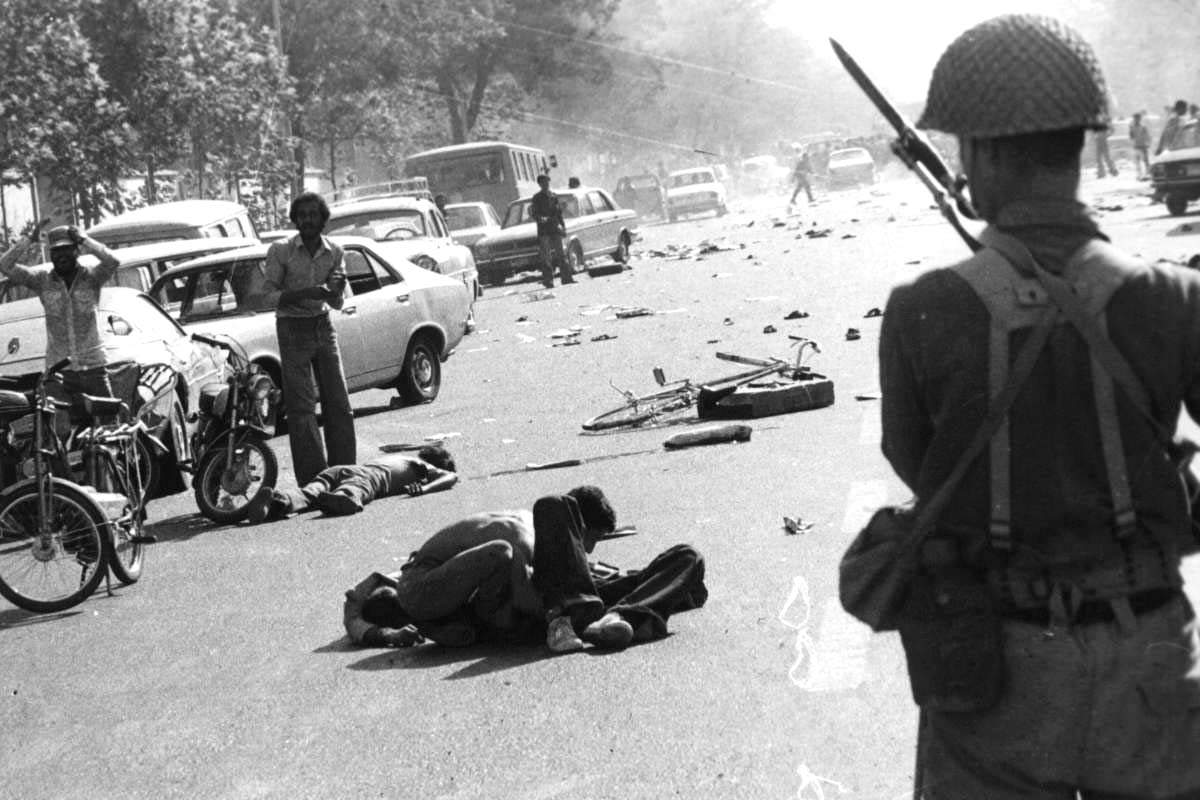
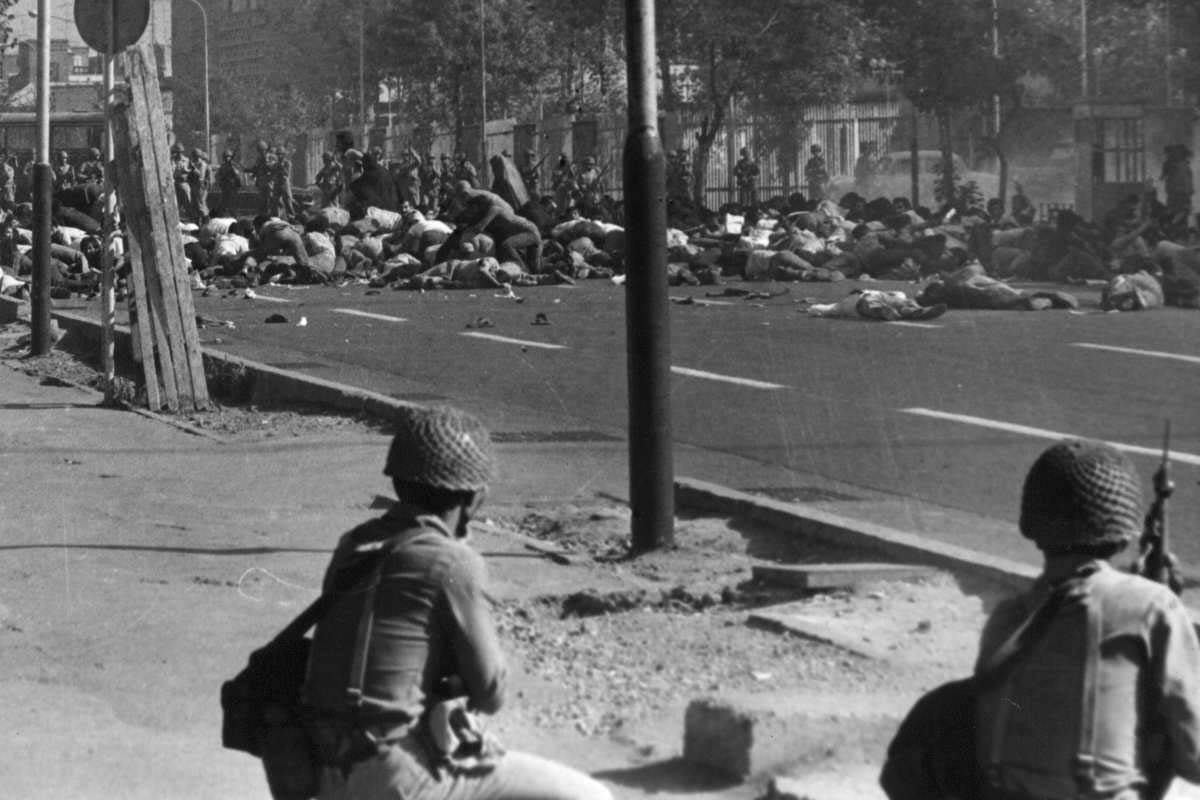

## Перемога революції

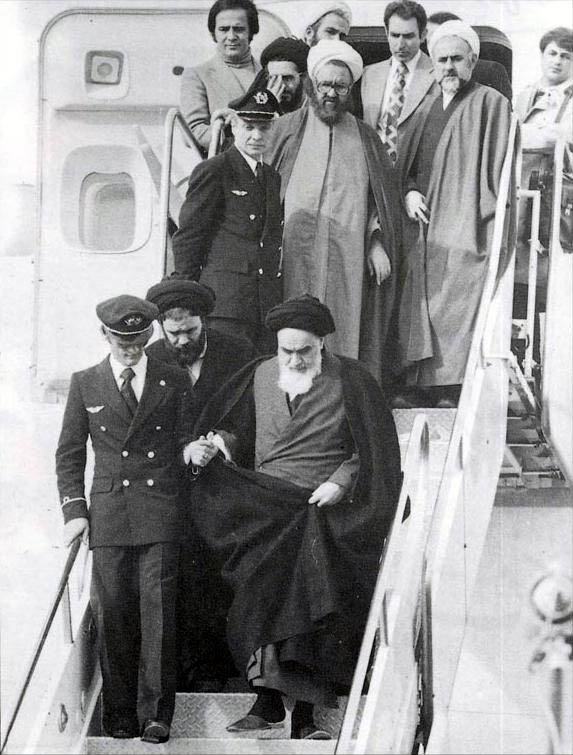
Аятола Хомейні спускається трапом в аеропорту Мехрабад, ранок 1 лютого 1979

### Шах пішов, Імам прийшов
1 лютого 1979 року аятола Хомейні повернувся до Ірану після 15-річного заслання. У столичнім аеропорту Мехрабад його зустрічали прихильні тегеранці. На вулиці міста з портретами аятоли вийшли мільйони людей, які кричали «Шах пішов, Імам прийшов!». У той самий день Хомейні відхилив Бахтіярову пропозицію створити уряд «національної єдності». Відразу по приземленні Хомейні попрямував на кладовище Бехешті-Захра у південному передмісті Тегерана. Там він виголосив свою 20-хвилинну промову, у якій назвав «самого Бахтіяра, його уряд, його парламент і всіх його поплічників незаконними» і обіцяв «вибити зуби цьому режимові».
4 лютого він сам призначив прем'єр-міністра, яким став Мехді Базарган. Бійці сил правопорядку переходили на бік послідовників Хомейні. 9 лютого в аеропорту Мехрабад відбувся бій між «хомейністами» і лояльними Бахтіяру гвардійцями, що почався з дрібної сутички. Бій перекинувся на все місто і мав вуличний характер. Прихильники Хомейні взяли під контроль поліцейські дільниці, військові частини, і потім почали роздавати зброю населенню. У цих умовах Вища військова рада (Генштаб) 11 лютого оголосила про свій нейтралітет.
Бахтіяр Шапур втік до Франції, де заснував Національний рух опору, опозиційний до Хомейні. Його вбито 1991 року.

## Державна перебудова
У країні провели референдум, унаслідок якого 1 квітня 1979 року проголосили Ісламську Республіку Іран. У грудні того самого року було ухвалено нову конституцію країни, де було спеціально обумовлено, що вища влада в країні належить духовенству в особі імама Хомейні (по його смерті — його наступникові), а цивільну політичну владу здійснюють президент, меджліс і прем'єр.

## Наслідки

### Внутрішньополітичні наслідки
| До 1979 | Жінки в Ірані         | Нині      |
| ------- | --------------------- | --------- |
| 42.33%  | Грамотність (15-24)   | 98.52%    |
| 69.42%  | Грамотність (>15)     | 80.66%    |
| 48,845  | Студентки             | 2,191,409 |
| 122,753 | Випускниці            | 5,023,992 |
| 2.4%    | Випускниці (%)        | 18.4%     |
| 19.7    | Вік при першому шлюбі | 23.4      |

Державна, кооперативна і приватна власність — три сектори економіки нової республіки. Утручання і вплив західних держав скасовано. Країна принципово відкидає капіталізм і комунізм і протиставляє їм власний, «ісламський» шлях розвитку. Що це означає практично — не цілком ясно. Відомо лише, що розвиток країни тим шляхом, що його обрав шах, призупинився. Капіталістичний вільний ринок і надалі існує, як існує й найпотужніший, створений зусиллями шаха державний сектор в економіці. Але за таких умов різко загострилося протистояння Ірану спочатку мало не всьому світові, а потім, в основному, країнам Заходу (у першу чергу — США). Говорити про розвиток капіталістичних зв'язків доводилося з обережністю й застереженнями. Якщо вони й далі існували і більш-менш активно розвивалися, то тільки в тих галузях, які були життєво необхідні для країни, — у реалізації іранської нафти і в закупівлях зброї, яка була потрібна для війни.

### Зовнішньополітичні наслідки

#### Пропаганда ісламської революції
Безпосередньо по поваленні шаха іранське суспільство знаходилось у стані ейфорії, багатьом здавалося, що з усуненням абсолютизму буде розв'язано всі проблеми, саме собою зникне хабарництво, настане свобода, люди почнуть жити великою родиною, дотримуючись при цьому добрих законів шаріату; доходів від нафти вистачить на те, щоб в умовах справедливого розподілу гарантувати населенню високий рівень життя, забезпечити хорошу інфраструктуру, зробити безкоштовними основні соціальні послуги. Ейфорія від революції спричинила те, що Іран організував активну пропаганду ісламської революції, ідей аятоли Хомейні з приводу ісламського способу життя та критику капіталізму і комунізму за кордоном. Пропаганда принесла зворотній результат — багато країн почали ставитися до Ірану з підозрою, а пізніше, під час ірано-іракської війни, були схильні підтримувати Ірак.

## Учасники подій
- Рухолла Хомейні — лідер Ісламської революції, пробув на чолі держави до своєї смерті в 1989 році. Похований на військово-меморіальному кладовищі Бехешті-Захра.
- Абольхасан Банісадр — перший обраний президент Ірану, 21 червня 1981 року. знятий з посади, 22 червня втік з країни. Мешкає у Франції.
- Алі Хаменеї — найближчий соратник Хомейні, після революції — командувач Корпусом вартових, у 1981–1989 — президент, з 1989 року — вищий керівник Ірану.
- Акбар Хашемі-Рафсанджані — соратник Хомейні, засновник Ісламської республіканської партії, перший голова парламенту Ісламської республіки. Президент Ірану в 1989–1997 роках.
- Мехді Базарган — перший прем'єр-міністр перехідного уряду. Пішов у відставку 4 листопада 1979 році. Помер в Швейцарії в 1995 році.
- Шапур Бахтіяр — останній шахський прем'єр-міністр, втік до Франції в квітні 1979 року. Убитий в Парижi в 1991 році.
- Мохаммед Реза Пехлеві — останній шах, утік 16 січня 1979 р., помер в Каїрі в 1980 році.
- Реза Пехлеві Кир — син Мохаммеда Рези Пехлеві, прямий спадкоємець престолу. Утік у США в 1978 році.
- Нассер Могаддам — останній голова шахської служби безпеки (САВАК). Розстріляний 11 квітня 1979 року.
- Хасан Пакраван — діяч імперських американських спецслужб. Розстріляний 11 квітня 1979 року.
- Нематолла Нассирія — діяч імперських спецслужб. Розстріляний 15 лютого 1979 року.

## Ісламська революція в мистецтві
- Персеполіс — повнометражний мультфільм, подання новітньої історії Ірану (із прозахідної точки зору) через долю волелюбної молодої жінки, захопленої західною рок-музикою і вимушеної покинути країну. Прем'єра — 23 травня 2007 року. (Франція).

### Історія революції
- Семён Агаев. Иран в прошлом и настоящем. Пути и формы революционного процесса. — Москва: Наука, 1981. — 271 с.(рос.)
- Семён Агаев. Иран: рождение республики. — Москва: Политиздат, 1984. — 336 с.(рос.)
- Артём Арабаджян (отв. ред.). Иранская революция 1978–1979. Причини и уроки. — Москва: «Наука», 1989. — 557 с.(рос.)
- Ісламська революція (1977–1979) // Е. Ченовет, М. Дж. Стефан. Чому ненасильницький спротив ефективний. Стратегічна логіка громадянського конфлікту. — Київ: Видавництво «Кліо», 2014. — С. 108–136.
- Евгений Калинин. Исламская революция 1979 года в Иране. Записки очевидца. — Москва: Институт востоковедения РАН, 2010. — 236 с.(рос.)
- Виктор Кременюк. Борьба Вашингтона против революции в Иране. — Москва: Международные отношения, 1984. — 176 с.(рос.)
- Н.М. Мамедова (отв. ред.). Иранская революция: прошлое, настоящее, будущее. — Москва: Институт востоковедения РАН, 1999. — 214 с.(рос.)
- Александр Резников. Иран: падение шахского режима. — Москва: Политиздат, 1983. — 160 с.(рос.)
- Ervand Abrahamian, "Structural Causes of the Iranian Revolution", in MERIP Reports, No. 87, Iran's Revolution: The Rural Dimension (May, 1980), pp. 21–26.(англ.)
- Said Amir Arjomand, "Iran's Islamic Revolution in Comparative Perspective", in World Politics, Vol. 38, No. 3 (Apr., 1986), pp. 383–414.(англ.)
- James Buchan, Days of God: The Revolution in Iran and Its Consequences, John Murray, 2012, 482 pp.(англ.)
- Adam Shatz, "A Little Feu de Joie", in London Review of Books, Vol. 35, No. 8 (25 April, 2013), pp. 6–8.(англ.)
- Robin Wright, The Last Great Revolution: Turmoil and Transformation in Iran, New York: Vintage, 2000, 384 pp.(англ.)

### Історія Ірану
- Артём Арабаджян (отв. ред.). Иран: очерки новейшей истории. — Москва: «Наука», 1976. — 470 с.(рос.)
- Салех Алиев. Нефть и общественно-политическое развитие Ирана в XX в. — Москва: «Наука», 1985. — 301 с.(рос.)
- Салех Алиев. История Ирана. XX век. — Москва: Институт востоковедения РАН; «Крафт+», 2004. — 648 с.(рос.)
- Ervand Abrahamian, Iran between Two Revolutions, Princeton University Press, 1982, 561 p.(англ.)
- Ervand Abrahamian, A History of Modern Iran, Cambridge University Press, 2008. 228 p.(англ.)
- Nikki R. Keddie, Modern Iran: Roots and Results of Revolution, Yale University Press, 2003, 448 pp.(англ.)

### Ідеологія революції
- M. Abedi, «Ali Shariati: The Architect of the 1979 Islamic Revolution in Iran», in Iranian Studies, Vol. XIX, Nos. 3-4, 1986.(англ.)
- Ervand Abrahamian, «Ali Shariati: Ideologue of the Iranian Revolution», in MERIP Report, No. 102.(англ.)
- Ervand Abrahamian, Khomeinism: Essays on the Islamic Republic, University of California Press, 1993, 200 pp.(англ.)
- A. Bayat, «Shariati and Marx: A Critique of an ‘Islamic’ Critique of Marxism», in Alif, No. 10, 1990, pp. 19–41.(англ.)
- M. Bayat, «Iran's Real Revolutionary Leader», in Christian Science Monitor, May 24, 1977.(англ.)
- K. Hayama, «Dr. Ali Shari'ati's Revolutionary Ideology and the Role of the Raushanfekr in Social Change», The Institute of Middle Eastern Studies, International University of Japan, Working Papers Series No. 1 (1985).(англ.)
- S. Irfani, Revolutionary Islam in Iran: Popular Liberation or Religious Dictaroship?, London: Zed Books, 1983, 268 pp.(англ.)
- John L. Esposito (ed.), Voices of Resurgent Islam. New York: Oxford University Press, 1983, 304 pp.(англ.)